# 蒙叙赞
蒙叙赞（法語： Montsuzain，法語發音：[mɔ̃syzɛ̃]）是法国奥布省的一个市镇，属于特鲁瓦区。

## 地理
蒙叙赞（48°26'38"N, 4°7'56"E）面积19.62 平方千米，位于法国大東部大區奥布省，该省份为法国中北部省份，北起马恩省，西接塞纳-马恩省，西南至约讷省，东南至科多尔省，东临上马恩省。
与蒙叙赞接壤的市镇（或旧市镇、城区）包括：欧布泰尔、沙佩勒瓦隆、沙尔蒙苏巴尔比斯、绍德雷、奥尔蒂永、武埃。

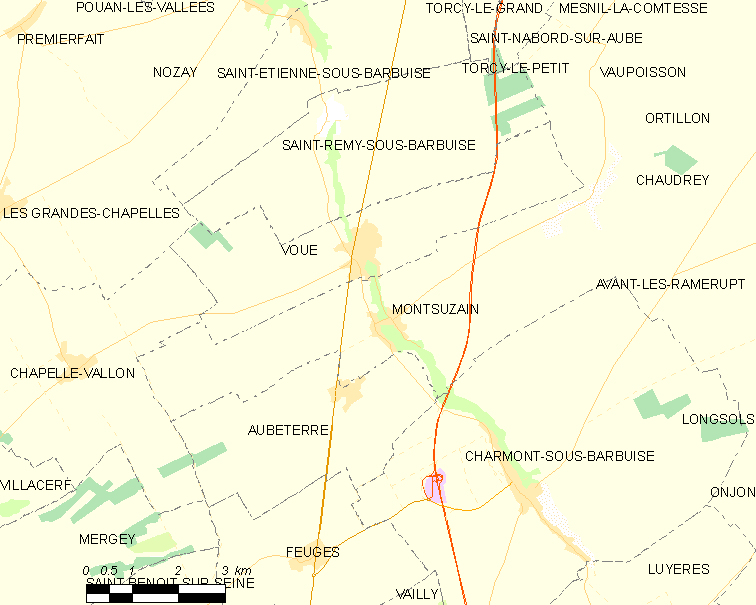
蒙叙赞的OSM定位图

蒙叙赞的时区为UTC+01:00、UTC+02:00（夏令时）。

## 行政
蒙叙赞的邮政编码为10150，INSEE市镇编码为10256。

## 政治
蒙叙赞所属的省级选区为奥布河畔阿尔西县。

## 人口

1962-2008年间蒙叙赞人口变化图示

蒙叙赞于2022年1月1日时的人口数量为396人。